# Jochköpfl (Lattengebirge)
Das Jochköpfl (auch: Feuerspitz) ist ein 1575 m ü. NHN hoher Berg im Lattengebirge in den Berchtesgadener Alpen. Er liegt am südlichen Ende des Lattengebirges, nordöstlich des Taubensees, oberhalb der Bundesstraße 305 (Deutsche Alpenstraße).